# Rufus (Name)
Der Name Rufus war ursprünglich ein römisches Cognomen und wurde später zu einem männlichen Vornamen.

## Herkunft und Bedeutung
Der Name Rufus leitet sich vom lateinischen Adjektiv rufus „rot“, „rothaarig“ ab.

## Verbreitung
Im ausgehenden 19. Jahrhundert war der Name Rufus in den USA noch relativ beliebt. Seine Popularität sank mit den Jahren immer weiter. Seit den 1990er Jahren wird er fast gar nicht mehr vergeben. Demgegenüber wird der Name in England und Wales seit der Jahrtausendwende häufiger vergeben, jedoch ist er immer noch relativ selten (Rang 311, Stand 2020).
In Deutschland ist der Name Rufus sehr selten. Zwischen 2010 und 2021 wurden nur etwa 300 Kinder so genannt.

## Varianten

### Männliche Varianten
- Deutsch: Rufin
- Griechisch: Ρούφος Rúfos
  - Altgriechisch: Ῥοῦφος Rûfos
- Italienisch: Rufino
  - Latein: Rufinus, Rufus
- Portugiesisch: Rufino
- Spanisch: Rufino

### Weibliche Varianten
- Deutsch: Rufina
- Latein: Rufina
- Russisch: Руфина Rufina
  - Diminutiv: Финя Finja
- Spanisch: Rufina

## Namenstag
Der Namenstag von Rufus wird nach dem Heiligen Rufus am 21. November gefeiert.

## Namensträger

### Antike Namensträger
- Aelius Rufus, römischer Offizier (Kaiserzeit)
- Annius Rufus, römischer Präfekt von Judäa
- Annius Rufus (Centurio), römischer Centurio (Kaiserzeit)
- Decimus Velius Rufus, Angehöriger des römischen Senatorenstandes

- Gaius Antonius Rufus (Flamen), römischer Priester und Ritter (eques), 1. Jahrhundert
- Gaius Antonius Rufus (Procurator), römischer Statthalter (procurator Augusti)
- Gaius Cadius Rufus, römischer Statthalter
- Gaius Fadius Rufus, römischer Suffektkonsul 145
- Gaius Musonius Rufus (~ 30–80), antiker Philosoph
- Gaius Marius Marcellus Octavius Publius Cluvius Rufus, römischer Suffektkonsul 80
- Gaius Valgius Rufus, römischer Schriftsteller
- Gaius Velius Rufus, römischer Offizier (Kaiserzeit)
- Gaius Vibius Rufus, römischer Redner und Suffektkonsul 16
- Gaius Vibius Celer Papirius Rufus, römischer Offizier (Kaiserzeit)
- Gaius Vicrius Rufus, römischer Suffektkonsul 145
- Gnaeus Iulius Rufus, römischer Centurio (Kaiserzeit)
- Gnaeus Octavius Rufus (3. Jh. v. Chr.), römischer Politiker
- Lucius Acilius Rufus (1. Jh. v. Chr.), römischer Politiker
- Lucius Coelius Rufus, römischer Konsul 119
- Lucius Faenius Rufus (−65), römischer Politiker
- Lucius Hedius Rufus Lollianus Avitus (2. Jh. v. Chr.), römischer Politiker
- Lucius Hedius Rufus Lollianus Avitus (Konsul 114), römischer Suffektkonsul 114
- Lucius Minicius Rufus, römischer Konsul 88
- Lucius Passienus Rufus, römischer Konsul 4 v. Chr.
- Lucius Pinarius Mamercinus Rufus, römischer Konsul 472 v. Chr.
- Lucius Salvidienus Rufus Salvianus, römischer Suffektkonsul 52
- Lucius Tarius Rufus, römischer Politiker und Suffektkonsul im Jahr 16 v. Chr.
- Lucius Terentius Rufus, römischer Offizier (Kaiserzeit)
- Lucius Varius Rufus, römischer Dichter
- Lucius Verginius Rufus (~14–97), römischer Politiker und Feldherr
- Marcus Bassaeus Rufus, Prätorianerpräfekt
- Marcus Caelius Rufus (~84–48 v. Chr.), römischer Politiker
- Marcus Egnatius Rufus († 19 v. Chr.), römischer Senator und Politiker zur Zeit des Augustus
- Marcus Holconius Rufus (1. Jh. v. Chr.), Unternehmer in Pompeji
- Marcus Iulius Rufus, römischer Centurio (Kaiserzeit)
- Marcus Licinius Rufus, römischer Ritter (Kaiserzeit)
- Marcus Maecius Rufus, römischer Suffektkonsul (81)
- Marcus Minucius Rufus (Konsul 221 v. Chr.) († 216 v. Chr.), römischer Politiker und Feldherr
- Marcus Minucius Rufus (Konsul 110 v. Chr.), römischer Politiker
- Marcus Tillius Rufus, römischer Centurio (Kaiserzeit)
- Marcus Valerius Messalla Rufus (~ 103–26 v. Chr.), römischer Politiker
- Publius Anteius Rufus (−66), römischer Politiker
- Publius Calpurnius Macer Caulius Rufus, römischer Suffektkonsul (103)
- Publius Pinarius Mamercinus Rufus, römischer Konsul 489 v. Chr.
- Publius Rutilius Rufus (2./1. Jh. v. Chr.), römischer Politiker
- Publius Suillius Rufus, römischer Suffektkonsul 41/45 und Ankläger
- Publius Sulpicius Rufus (~121–88 v. Chr.), römischer Politiker
- Publius Sulpicius Rufus (Prätor 48 v. Chr.), römischer Feldherr und Politiker

- Quintus Curtius Rufus (Historiker), römischer Geschichtsschreiber
- Quintus Curtius Rufus (Suffektkonsul), römischer Politiker, Suffektkonsul im Jahr 43
- Quintus Minucius Rufus, Mitglied des römischen Plebejergeschlechts der Minucier und 197 v. Chr. Konsul
- Quintus Petilius Cerialis Caesius Rufus (1. Jh. v. Chr.), römischer Politiker und Feldherr
- Quintus Pompeius Rufus (−88 v. Chr.), römischer Politiker
- Quintus Pompeius Rufus (−88 v. Chr.), Schwiegervater Gaius Iulius Caesars
- Quintus Pompeius Rufus (1. Jh. v. Chr.), römischer Politiker
- Quintus Pompeius Rufus (1. Jh. v. Chr.), römischer Politiker
- Quintus Pomponius Rufus (Eques), römischer Offizier (Kaiserzeit)
- Quintus Pomponius Rufus (Konsul 95), römischer Suffektkonsul 95
- Quintus Pomponius Rufus Marcellus, römischer Suffektkonsul 121
- Quintus Raecius Rufus, römischer Centurio (Kaiserzeit)
- Quintus Salvidienus Rufus Salvius (−40 v. Chr.), römischer Politiker
- Quintus Tineius Rufus (Konsul 127), römischer Politiker und Senator
- Quintus Tineius Rufus (Konsul 182), römischer Politiker und Senator
- Quintus Venidius Rufus, römischer Suffektkonsul vor 198
- Rufus aus Samaria (um 100 n. Chr.), jüdischer Arzt und Kommentator des Hippokrates
- Rufus Menius, siehe Rufus von Ephesos
- Rufus von Ephesos (um 100 n. Chr.), Arzt und Medizinschriftsteller
- Rufus von Metz (um 400 n. Chr.), Bischof und Heiliger
- Servius Sulpicius Camerinus Rufus, römischer Konsul 345 v. Chr.
- Servius Sulpicius Rufus (~106–43 v. Chr.), römischer Politiker
- Servius Sulpicius Rufus (Konsulartribun), römischer Konsulartribun 388, 384 und 383 v. Chr.
- Tiberius Claudius Rufus (Mitte des 3. Jahrhunderts n. Chr.), römischer Militärpräfekt und Politiker
- Tiberius Iulius Rufus, römischer Soldat  (1. Jahrhundert n. Chr.)
- Titus Atilius Rufus, römischer Statthalter
- Titus Atilius Rufus Titianus, römischer Politiker, Konsul (127)
- Titus Flavius Rufus, römischer Centurio (Kaiserzeit)
- Titus Pomponius Mamilianus Rufus Antistianus Funisulanus Vettonianus, römischer Suffektkonsul 100
- Titus Sempronius Rufus, römischer Suffektkonsul (113)

### Vorname
- Rufus Barringer (1821–1895), amerikanischer Jurist, Politiker und General
- Rufus Beck (* 1957), deutscher Schauspieler und Hörbuchsprecher
- Rufus Cole (1872–1966), US-amerikanischer Internist
- Rufus Flügge (1914–1995), deutscher evangelischer Theologe
- Rufus Harley (1936–2006), US-amerikanischer Musiker des Modern Jazz
- Rufus Isaacs, 1. Marquess of Reading (1860–1935), britischer Politiker und Jurist
- Rufus Isaacs (Mathematiker) (1914–1981), US-amerikanischer Mathematiker
- Rufus Jones (Mystiker) (1863–1948), US-amerikanischer Quäker, Mystiker und Philosoph
- Rufus Jones (Musiker) (Speedy; 1936–1990), US-amerikanischer Jazzmusiker
- Rufus Payne (1883–1939), US-amerikanischer Bluesmusiker
- Rufus Reid (* 1944), US-amerikanischer Jazz-Bassist
- Rufus Sewell (* 1967), englischer Schauspieler
- Rufus Thomas (1917–2001), US-amerikanischer Blues-Musiker
- Rufus Wainwright (* 1973), kanadisch-US-amerikanischer Musiker

### Beiname
- Wilhelm II. (1056–1100), König von England

### Nachname
- Mutianus Rufus (1470–1526), deutscher Humanist
- Johannes Ruffus (1280–1349), deutscher Jurist, Ratssekretär und Chronist

## Rufus als Namensbestandteil in der Biologie
Im lateinischen Namen vieler Tiere wurde rufus als Merkmal für eine Rotfärbung eingeführt. Beispiele hierfür sind:
- Rotes Riesenkänguru (Macropus rufus)
- Rotluchs (Felis rufus/Lynx rufus)
- Rotwolf (Canis rufus)
- Roter Bunträuber (Oxyporus rufus)
- Braunrötlicher Spitzdeckenbock (Stenopterus rufus)
- Langstachelhusar (Holocentrus rufus)
- Rosttöpfer (Furnarius rufus)
- Rote Quellbinse (Blysmus rufus)
- Rote Madagassische Inselratte (Nesomys rufus)
- Rostrennvogel (Cursorius rufus)
- Roter Zipfelkäfer (Anthocomus rufus)
- Schwarzkehltrogon (Trogon rufus)
- Rote Waldameise (Formica rufa)